# Landkreis Havelland
Landkreis Havelland er en landkreis i den vestlige del af den  tyske delstat Brandenburg. Administrationsby er Rathenow.

## Geografi
Landkreis Haveland den største del af landskabet Havelland der afgrænses af floderne Havel og Rhin, med Rhinkanalen.
Nabokreise er i nord Landkreis Ostprignitz-Ruppin og mod nordøst Landkreis Oberhavel. Mod øst grænser den til Bezirk Spandau i Berlin. Mod sydøst grænser landkreisen til den kreisfrie delstatshovedstad Potsdam, mod syd til Landkreis Potsdam-Mittelmark og den kreisfrie by Brandenburg an der Havel. Mod vest grænser den  til   landkreisene Stendal og Jerichower Land i Sachsen-Anhalt.

## Byer og kommuner
Efter kommunalreformen i 2003 omfatter Landkreis Havelland 26 kommuner, herunder 7 byer.
Kreisen havde 161909  indbyggere pr.  2018-12-31

| Byer ¹ amtstilhørende byer 1. Falkensee (43844) 2. Friesack¹ (2538) 3. Ketzin/Havel (6498) 4. Nauen (17967) 5. Premnitz (8453) 6. Rathenow (24309) 7. Rhinow¹ (1587) Amtsfrie kommuner 1. Brieselang (11999) 2. Dallgow-Döberitz (9931) 3. Milower Land (4317) 4. Schönwalde-Glien (9575) 5. Wustermark (9302) | Amter og amtstilhørende kommuner 1. Friesack (6556) 1. Friesack, Stadt (2538) 2. Mühlenberge (720) 3. Paulinenaue (1357) 4. Pessin (647) 5. Retzow (514) 6. Wiesenaue (780) 2. Nennhausen (4626) 1. Kotzen (589) 2. Märkisch Luch (1283) 3. Nennhausen (1856) 4. Stechow-Ferchesar (898) 3. Rhinow (4532) 1. Gollenberg (405) 2. Großderschau (436) 3. Havelaue (860) 4. Kleßen-Görne (352) 5. Rhinow, Stadt (1587) 6. Seeblick (892) |

## Weblinks
1. ↑   Bevölkerung im Land Brandenburg nach amtsfreien Gemeinden, Ämtern und Gemeinden 31. Dezember 2018 (XLSX-Datei; 223 KB) (Fortgeschriebene amtliche Einwohnerzahlen) (Hilfe dazu).

- Wikimedia Commons har flere filer relateret til Landkreis Havelland

- Geschichtslandschaft Havelland Arkiveret 26. september 2007 hos  Wayback Machine

52°38′00″N 12°38′00″Ø / 52.633333333333°N 12.633333333333°Ø